# Grevillea rosmarinifolia
Grevillea rosmarinifolia là một loài thực vật có hoa trong họ Quắn hoa. Loài này được A.Cunn. miêu tả khoa học đầu tiên năm 1825.